# میتسوبیشی کاریزما
میتسوبیشی کاریزما (Mitsubishi Carisma) خودرویی است که در سال‌های ۱۹۹۵ تا ۲۰۰۴تولید شده‌است. سیستم جعبه‌دندهٔ آن ۴ دنده به دو صورت خودکار و دستی است.

## نگارخانه

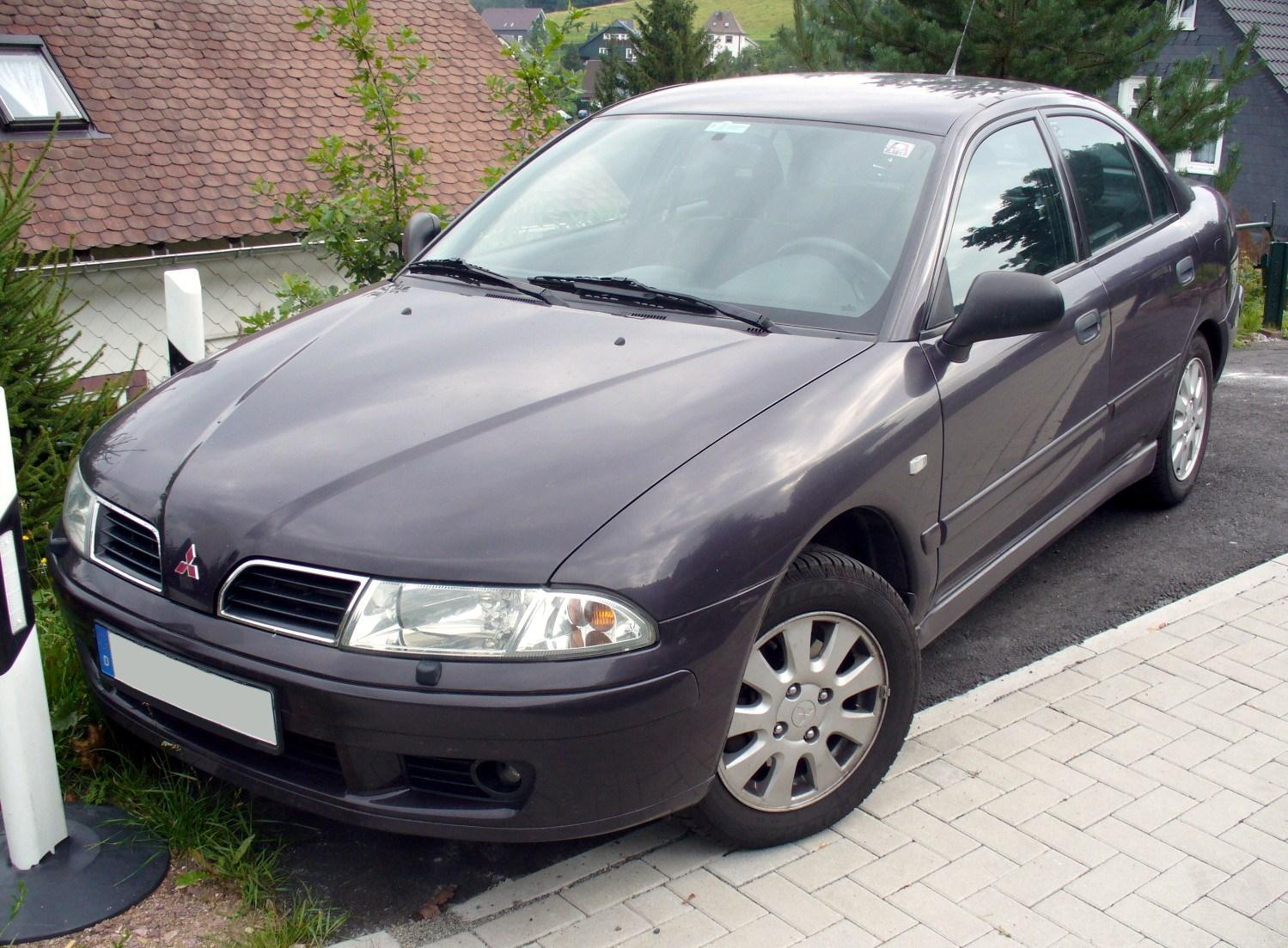
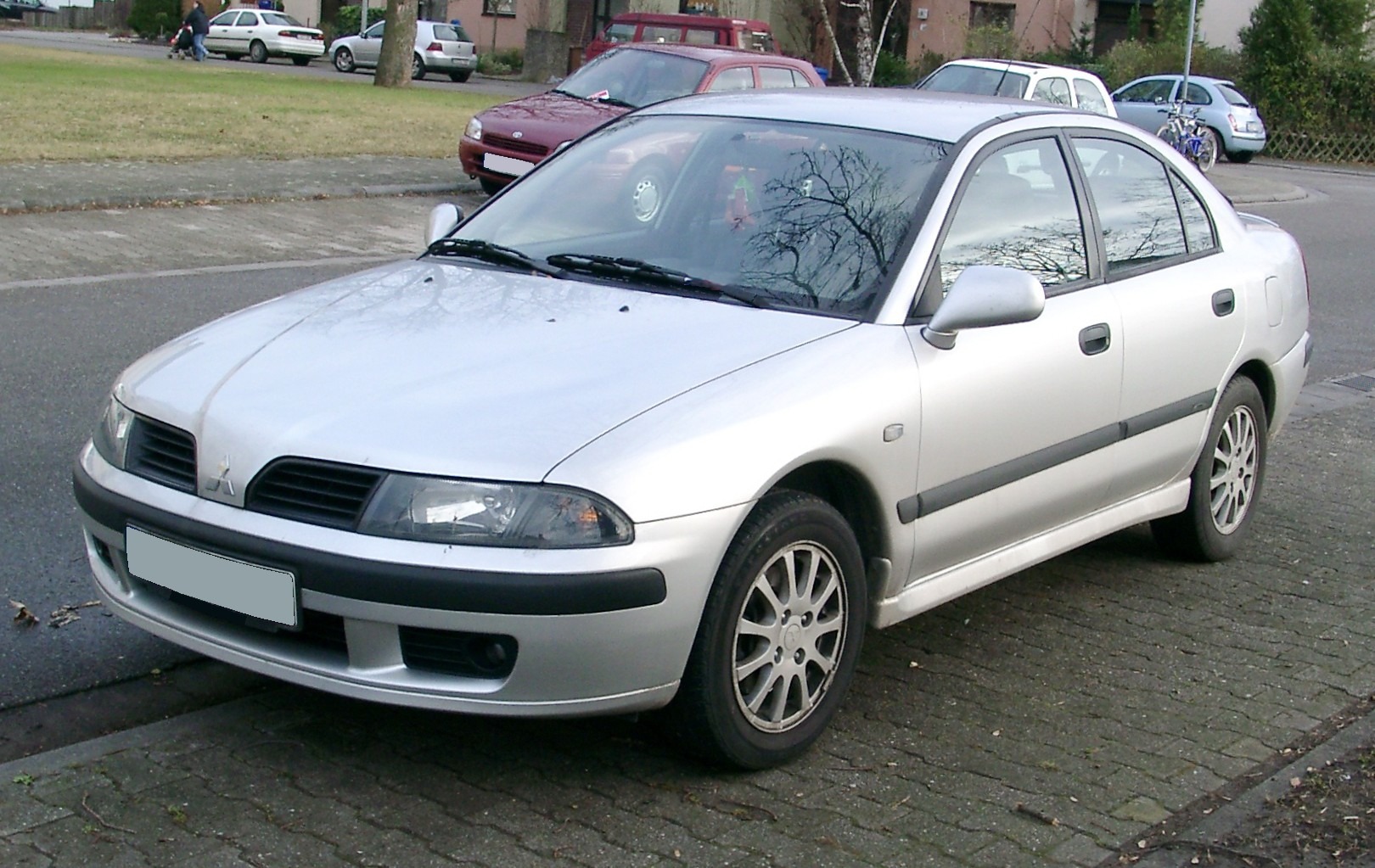
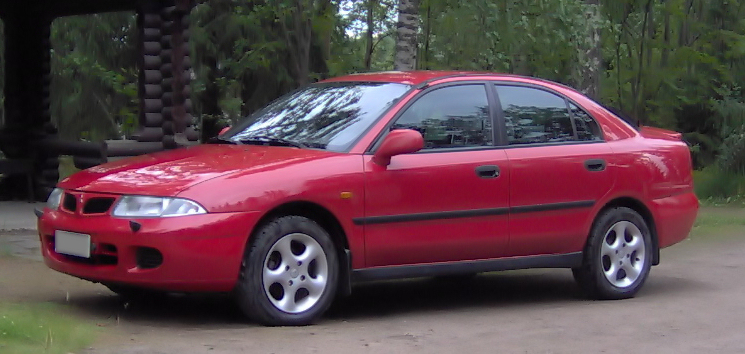
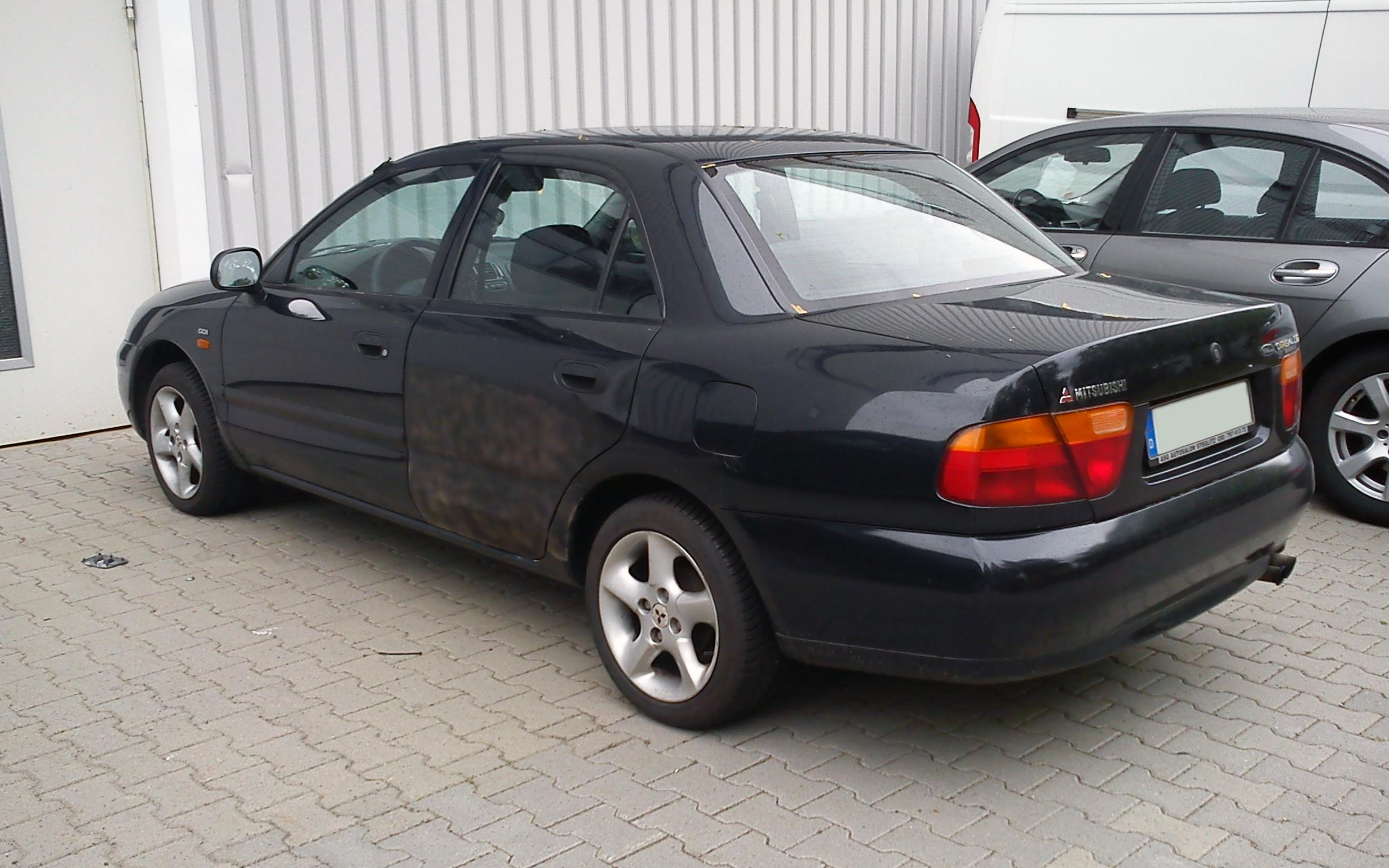